# سوشروتا
سوشروتا (به سانسکریت: सुश्रुत، ت.ت. 'شنیده شده') پزشک و جراح باستانی هندی بود که ۶۰۰ سال پیش از میلاد، سهم قابل توجهی در زمینه جراحی پلاستیک و آب مروارید داشت.
او نویسندهٔ سوشروتا سمهیتا بود که یکی از مهم‌ترین رساله‌های باستانی باقی‌مانده در مورد پزشکی محسوب می‌شود. او را «پدر جراحی پلاستیک» و از پیشگامان علم پزشکی می‌دانند.

## میراث
مهارت پزشکی سوشروتا از طریق نوشته‌های او در مورد جراحی زیبایی بینی، شامل بازسازی بینی با استفاده از پوست پیشانی یا گونه بیمار، اغلب برای مجرمانی که با قطع عضو مجازات می‌شدند، به نمایش گذاشته شده است. بر اساس گزارش‌های موجود در نسخه اکتبر ۱۷۹۴ مجله جنتلمن، منتشر شده در لندن، هندی‌ها تا اواخر قرن ۱۸ میلادی شیوه‌های جراحی سوشروتا را حفظ کردند. سوشروتا همچنین به عنوان اولین کسی شناخته می‌شود که مالاریا را به پشه‌ها نسبت داد، شیوع طاعون را به موش‌ها مرتبط دانست و با چشیدن ادرار افراد مبتلا، دیابت را به سرعت تشخیص داد و آن را دارای طعم شیرینی شبیه به عسل توصیف کرد.